# Wereldkampioenschap voetbal 2010 (Groep C) Algerije - Slovenië
In dit artikel wordt de wedstrijd tussen Algerije en Slovenië in Groep C tijdens het wereldkampioenschap voetbal van 2010, die werd gespeeld op 13 juni 2010, nader uitgelicht.
Tijdens deze wedstrijd was er politie aanwezig aangezien er een supporter van Algerije op de lampen van het stadion stond . Het was de eerste onderlinge ontmoeting tussen beide landen.

## Wedstrijdgegevens
| Datum                       | 13 juni 2010                    | 13 juni 2010                    |
| Stadion                     | Peter Mokaba Stadion, Polokwane | Peter Mokaba Stadion, Polokwane |
| Toeschouwers                | 30.325                          | 30.325                          |
| Scheidsrechter              | Carlos Batres                   | Carlos Batres                   |
| Assistenten                 | Leonel Leal Carlos Pastrana     | Leonel Leal Carlos Pastrana     |
| Vierde man                  | Peter O'Leary                   | Peter O'Leary                   |
| Man van de wedstrijd        | Robert Koren                    | Robert Koren                    |
|                             | Algerije                        | Slovenië                        |
| Doelpunten                  | 0                               | 1                               |
| Gele kaarten                | 3                               | 2                               |
| Rode kaarten                | 1                               | 0                               |
| Wissels                     | 3                               | 3                               |
| Schoten op doel             | 10                              | 6                               |
| Schoten naast doel          | 2                               | 4                               |
| Overtredingen               | 17                              | 10                              |
| Hoekschoppen                | 4                               | 3                               |
| Buitenspel                  | 2                               | 3                               |
| Strafschoppen               | 0                               | 0                               |
| Balbezit (%)                | 48                              | 52                              |
| Totale afstand afgelegd (m) | 99.882                          | 106.292                         |

| Algerije | 0 – 1        | Slovenië |
| | goals        | 79' Robert Koren |
| Rabah Saâdane | bondscoach   | Matjaž Kek |
| |              | |
| Faouzi Chaouchi Madjid Bougherra Nadir Belhadj Anthar Yahia Rafik Halliche Medhí Lacen Rafik Djebbour 58' Karim Matmour 81' Karim Ziani Hassan Yebda Foued Kadir 82' | opstellingen | Samir Handanovič Mišo Brečko Marko Šuler Boštjan Cesar Robert Koren 84' Valter Birsa Milivoje Novakovič Bojan Jokić 53' Zlatko Dedič Andraž Kirm 87' Aleksandar Radosavljevič |
| Abdelkader Ghezzal 58' Rafik Saïfi 81' Adlène Guedioura 82' | wissels      | 53' Zlatan Ljubijankič 84' Nejc Pečnik 87' Andrej Komac |
| |              | |
| Hassan Yebdar 90+5' | gele kaarten | 35' Aleksandar Radosavljevič 90+3' Andrej Komac |
| Abdelkader Ghezzal 59', 73' | rode kaarten | |

## Overzicht van wedstrijden
| Groepswedstrijden | | | |
| Groep A | Groep B | Groep C | Groep D |
| Zuid-Afrika - Mexico Uruguay - Frankrijk Zuid-Afrika - Uruguay Frankrijk - Mexico Mexico - Uruguay Frankrijk - Zuid-Afrika | Zuid-Korea - Griekenland Argentinië - Nigeria Argentinië - Zuid-Korea Griekenland - Nigeria Griekenland - Argentinië Nigeria - Zuid-Korea | Engeland - Verenigde Staten Algerije - Slovenië Slovenië - Verenigde Staten Engeland - Algerije Slovenië - Engeland Verenigde Staten - Algerije | Duitsland - Australië Servië - Ghana Duitsland - Servië Ghana - Australië Australië - Servië Ghana - Duitsland    |
| Groep E | Groep F | Groep G | Groep H |
| Nederland - Denemarken Japan - Kameroen Nederland - Japan Kameroen - Denemarken Kameroen - Nederland Denemarken - Japan    | Italië - Paraguay Nieuw-Zeeland - Slowakije Slowakije - Paraguay Italië - Nieuw-Zeeland Paraguay - Nieuw-Zeeland Slowakije - Italië       | Ivoorkust - Portugal Brazilië - Noord-Korea Brazilië - Ivoorkust Portugal - Noord-Korea Noord-Korea - Ivoorkust Portugal - Brazilië             | Honduras - Chili Spanje - Zwitserland Chili - Zwitserland Spanje - Honduras Chili - Spanje Zwitserland - Honduras |
| Achtste finales | | | |
| Uruguay - Zuid-Korea Verenigde Staten - Ghana                                                                              | Duitsland - Engeland Argentinië - Mexico                                                                                                  | Nederland - Slowakije Brazilië - Chili | Paraguay - Japan Spanje - Portugal                                                                                |
| Kwartfinales | | | |
| Brazilië - Nederland | Uruguay - Ghana | Argentinië - Duitsland | Paraguay - Spanje                                                                                                 |
| Halve finales | | | |
| Nederland - Uruguay | Nederland - Uruguay | Duitsland - Spanje | Duitsland - Spanje                                                                                                |
| Troostfinale | | | |
| Uruguay - Duitsland | | | |
| Finale | | | |
| Spanje - Nederland | | | |